# Albert Nkemla
Albert Nkemla est un banquier et entrepreneur Camerounais, il est le fondateur et président-directeur général de CCA Bank et d’Afrigroup Holding Plc.

## Biographie

### Débuts et Formation
Albert Nkemla est originaire de la région de l’Ouest du Cameroun. Après des études en finance, il commence sa carrière dans le secteur bancaire. Confronté à la crise économique des années 1990 et au chômage, il se lance dans l’entrepreneuriat en investissant dans la culture et l’exportation de plantes médicinales.

### Carrière
En 1997, Albert Nkemla fonde à Bafoussam le Crédit Communautaire d’Afrique (CCA), une coopérative de crédit destinée à soutenir l’insertion professionnelle et le développement des petites entreprises. Sous sa direction, CCA évolue progressivement : en 2006, elle devient une société anonyme, puis un établissement de microfinance. En 2017, CCA obtient le statut de banque commerciale, avec un capital social dépassant 15 milliards de francs CFA, qui atteint aujourd’hui environ 34,4 milliards de francs CFA.

### Distinctions
En 2024 , il est élevé au rang de grand officier de l'ordre de la valeur par le président la président de la République.